# Zavižan
Zavižan nebo též Veliki Zavižan je hora v Chorvatsku v Licko-senjské župě, která je součástí severního Velebitu. S výškou 1 676 metrů nad mořem je čtvrtým nejvyšším vrcholem Velebitu. Nachází se nad vesnicí Starigrad a nad Zavižanskou dolinou v oblasti národního parku Severní Velebit a biologické rezervace Zavižan-Balinovac-Velika kosa. Na Zavižanu byla 1. října 1953 vystavěna dodnes fungující meteorologická stanice, která je nejvýše položenou meteorologickou stanicí v Chorvatsku. V roce 1967 založil chorvatský botanik Fran Kušan v osadě Modrić-doc botanickou zahradu.
Na severní straně Zavižanu rostou lesy se smrky, buky a borovicemi klečemi. Západní strana, směřující k moři, je strmá a kamenitá. Na Zavižanu roste mnoho vzácných nebo i endemických rostlin, jako je např. degenie velebitská (Degenia velebitica), chorvatsky označovaná jako velebitska degenija, černýš velebitský (Melampyrum velebiticum), chorvatsky velebitska urodica, upolín evropský (Trollius europaeus), chorvatsky plančica, máčka alpská (Eryngium alpinum), chorvatsky alpski kotrljan, rostlina Edraianthus tenuifolius, chorvatsky uskolisno zvonce a chrpa chlumní (Centaurea triumfetti), chorvatsky označovaná jako Triumfettijeva zečina.
V zimě dosahuje průměrná teplota −3,3 °C, v létě pak 11,6 °C. Nejvyšší naměřená teplota byla 28,2 °C v srpnu, nejnižší naměřená teplota pak −28,6 °C v únoru. Průměrně za měsíc naprší 165,3 mm srážek, z toho nejvíce v listopadu a nejméně v červenci. Mezi listopadem a dubnem na Zavižanu sněží.